# Stemloze labiodentale affricaat
Een stemloze labiodentale affricaat ([p̪͡f]) is een zeldzame medeklinker die wordt geïnitieerd als een stemloze labiodentale plosief [p̪], maar uitgesproken als een stemloze labiodentale fricatief [f]. 
Het XiNkuna-dialect van Tsonga kent deze affricaat, bijvoorbeeld in het woord [tiɱp̪͡fuβu] "nijlpaarden". Het Duits kent een soortgelijke klank in Pfeffer [ˈp͡fɛfɐ] "peper" of Apfel [ˈap͡fl̩] "appel". 
Deze pagina bevat fonetische informatie in het IPA, die in sommige browsers mogelijk niet correct wordt weergegeven.
Waar symbolen in paren voorkomen, vertegenwoordigt het rechter teken een stemhebbende medeklinker. Gearceerde gebieden bevatten medeklinkers die worden beschouwd als onuitspreekbaar.
Zie ook: IPA, Klinkers